# Себастијан (Тексас)
Себастијан (енгл. Sebastian) насељено је место без административног статуса у америчкој савезној држави Тексас.

## Демографија
По попису из 2010. године број становника је 1.917, што је 53 (2,8%) становника више него 2000. године.
| Група             | 2000.         | 2010.         |
| Белци             | 81 (4,3%)     | 96 (5,0%)     |
| Афроамериканци    | 5 (0,3%)      | 11 (0,6%)     |
| Азијати           | 0 (0,0%)      | 0 (0,0%)      |
| Хиспаноамериканци | 1.780 (95,5%) | 1.813 (94,6%) |
| Укупно            | 1.864         | 1.917         |